# Nuno Borges
Nuno Borges (Maia, 19 de febrero de 1997) es un jugador de tenis portugués.

## Carrera deportiva
Su ranking ATP más alto de individuales fue 30, logrado en 2024. Su mejor ranking ATP de dobles fue 69, logrado el 19 de septiembre de 2022.
En 2021, ganó su primer título challenger en individual, el cual fue Challenger de Antalya.

## Títulos ATP (2; 1+1)

### Individual (1)
| Leyenda                         |
| Grand Slam (0)                  |
| ATP World Tour Finals (0)       |
| Juegos Olímpicos (0)            |
| ATP World Tour Masters 1000 (0) |
| ATP World Tour 500 Series (0)   |
| ATP World Tour 250 Series (1)   |

| N.° | Fecha               | Torneo | Superficie    | Oponente en la final | Resultado |
| --- | ------------------- | ------ | ------------- | -------------------- | --------- |
| 1.  | 21 de julio de 2024 | Bastad | Tierra batida | Rafael Nadal         | 6-3, 6-2  |

### Dobles (1)
| Leyenda                         |
| Grand Slam (0)                  |
| ATP Wourld Tour Finals (0)      |
| ATP Masters 1000 World Tour (0) |
| ATP World Tour 500 series (0)   |
| ATP World Tour 250 series (1)   |

| N.º | Fecha             | Torneo  | Superficie    | Pareja           | Oponentes en la final           | Resultado |
| --- | ----------------- | ------- | ------------- | ---------------- | ------------------------------- | --------- |
| 1.  | 1 de mayo de 2022 | Estoril | Tierra batida | Francisco Cabral | Máximo González André Göransson | 6-2, 6-3  |

## Títulos en Challengers (15; 6+9)
| Leyenda             | Individuales | Dobles |
| ------------------- | ------------ | ------ |
| ATP Challenger Tour | 6            | 9      |

### Individuales (6)
| N.º | Fecha                  | Torneo    | Superficie    | Oponentes            | Resultado     |
| --- | ---------------------- | --------- | ------------- | -------------------- | ------------- |
| 1.  | 5 de diciembre de 2021 | Antalya 3 | Tierra batida | Ryan Peniston        | 6-4, 6-3      |
| 2.  | 17 de abril de 2022    | Barletta  | Tierra batida | Miljan Zekić         | 6-3, 7-5      |
| 3.  | 26 de febrero de 2023  | Monterrey | Dura          | Borna Gojo           | 6-4, 7-6      |
| 4.  | 19 de marzo de 2023    | Phoenix   | Dura          | Aleksandr Shevchenko | 4-6, 6-2, 6-1 |
| 5.  | 3 de diciembre de 2023 | Maia      | Dura          | Benoît Paire         | 6-1, 6-4      |
| 6.  | 17 de marzo de 2024    | Phoenix   | Dura          | Matteo Berrettini    | 7-5, 7-6(4)   |

### Dobles
| N.º | Fecha      | Torneo   | Superficie        | Compañero        | Oponentes en la final                     | Resultado           |
| --- | ---------- | -------- | ----------------- | ---------------- | ----------------------------------------- | ------------------- |
| 1.  | 10.04.2021 | Oeiras 2 | Tierra batida     | Francisco Cabral | Pavel Kotov Tseng Chun-hsin               | 6-1, 6-2            |
| 2.  | 25.09.2021 | Braga    | Tierra batida     | Francisco Cabral | Jesper de Jong Bart Stevens               | 6-3, 6-7(4), [10-5] |
| 3.  | 05.11.2021 | Tenerife | Dura              | Francisco Cabral | Jeevan Nedunchezhiyan Purav Raja          | 6-3, 6-4            |
| 4.  | 05.11.2021 | Manama   | Dura              | Francisco Cabral | Maximilian Neuchrist Michail Pervolarakis | 7-5, 6-7(5), [10-8] |
| 5.  | 11.12.2021 | Maia 1   | Tierra batida (i) | Francisco Cabral | Andrej Martin Gonçalo Oliveira            | 6-3, 6-4            |
| 6.  | 19.12.2021 | Maia 2   | Tierra batida (i) | Francisco Cabral | Piotr Matuszewski David Pichler           | 6-4, 7-5            |
| 7.  | 02.04.2022 | Oeiras   | Tierra batida     | Francisco Cabral | Sanjar Fayziev Markos Kalovelonis         | 6-3, 6-0            |
| 8.  | 09.04.2022 | Oeiras 2 | Tierra batida     | Francisco Cabral | Zdeněk Kolář Adam Pavlásek                | 6-4, 6-0            |
| 9.  | 07.05.2022 | Praga-2  | Tierra batida     | Francisco Cabral | Andrew Paulson Adam Pavlásek              | 6–4, 6–7(3), [10–5] |